# Biegacz (film)
Biegacz (ang. Running) – film produkcji kanadyjskiej w reżyserii Stevena Hilliarda Sterna z roku 1979. Film z gatunku dramat sportowy.

## Fabuła
Amerykański maratończyk, Michael Andropolis jest pochłonięty przygotowaniami do igrzysk olimpijskich, ma reprezentować swój kraj. W tym samym czasie jego małżeństwo zaczyna się rozpadać, a dzieci nie mają do niego szacunku. Jest pełen determinacji, chce wygrać igrzyska olimpijskie. Ma nadzieję, że zwycięstwo rozwiąże jego problemy osobiste.

## Obsada
- reżyseria: Steven Hilliard Stern
- scenariusz: Steven Hilliard Stern
- aktorzy:
  - Michael Douglas jako Michael Andropolis
  - Giancarlo Esposito jako portorykański nastolatek
  - Eugene Levy jako Ritchie Rosenberg
  - Murray Westgate jako Pan Finlay
  - Philip Akin jako Chuck
  - Chuck Shamata jako Howard
  - Gordon Clapp jako Kenny
  - Susan Anspach jako Janet
  - Lawrence Dane jako trener Walker
  - Jennifer McKinney jako Susan Andropolis
  - Jim McKay jako Jim McKay
  - Deborah Templeton Burgess jako Debbie Rosenberg
  - Trudy Young jako kobieta w ciąży
  - Lesleh Donaldson jako Andrea Andropolis
  - Don Dickinson jako Mechanik
- zdjęcia: Laszlo George
- muzyka: André Gagnon
- scenografia
  - Susan Longmire
  - Alfred Benson
- producent:
  - Ronald I. Cohen
  - Robert M. Cooper